# Abdálazíz Ben Tífúr
Abdálazíz Ben Tífúr (arabul: عبدالعزيز بن طيفور) (Hussein Dey District, 1927. július 25. – Algír, 1970. november 19.) algériai születésű francia válogatott labdarúgó, edző.

## Sikerei, díjai
- OGC Nice
  - Francia bajnok: 1950-51, 1951-52
  - Francia kupa: 1951-52
- USM Alger
  - Algér bajnok: 1962-63